# Edward Bevan

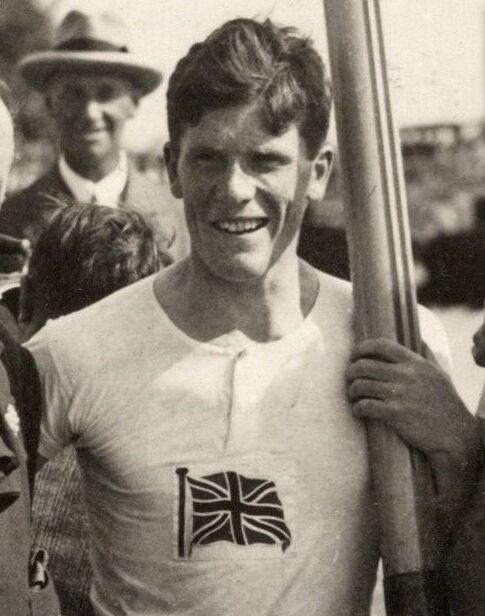
Edward Vaughan Bevan (1928)

Edward Vaughan Bevan (* 3. November 1907 in Chesterton, Cambridgeshire; † 23. Februar 1988 in Cambridge) war ein britischer Ruderer und Arzt. 
Bei den Olympischen Spielen 1928 nahmen im Vierer ohne Steuermann insgesamt sechs Boote teil. Der britische Vierer mit John Lander, Michael Warriner, Richard Beesly und Edward Bevan gewann im Vorlauf gegen die Franzosen. Im Viertelfinale siegten die Briten durch Zielrichterentscheid über den deutschen Vierer. Nach einem Freilos im Halbfinale besiegten die Briten im Finale das US-Boot mit einer Sekunde Vorsprung.
Edward Bevan studierte am Trinity College der University of Cambridge. Nach seinem Studium ging er an das St Mary’s Hospital in London. Später führte er gemeinsam mit dem ehemaligen Kugelstoßer Rex Woods eine Arztpraxis in Cambridge. Unter anderem war er der Arzt von Ludwig Wittgenstein, der in der Endphase seiner Krebserkrankung im Haus von Edward Bevan (76 Storey's Way) betreut wurde und dort auch starb. 
Bevan war viele Jahre lang Schatzmeister des Cambridge University Boat Club und Mitorganisator des Boat Race, an dem er selbst nie als Aktiver teilgenommen hatte.